# Barnabé Akscheislian
Barnabé Akscheislian (* 5. Juni 1838 in Konstantinopel; † 16. Mai 1898) war Bischof der Armenisch-Katholischen Kirche und leitete die Eparchie Iskanderiya in Ägypten.

## Leben
Barnabé Akscheislian wurde 1862 zum Priester geweiht. Seine Ernennung zum Bischof von Iskanderiya erfolgte am 13. April 1886. Der Patriarch von Kilikien Stephano Bedros X. Azarian und die Mitkonsekratoren Bischof Moise Amberbojan CAM und Pasquale Giamgian (Bischof von Mush) spendeten ihm am 2. Mai 1886 die Bischofsweihe.
Bischof Akscheislian war Mitkonsekrator bei Cyrillus Macaire zum Titularerzbischof von Caesarea Philippi (Apostolischer Vikar der Koptisch-katholischen Eparchie Alexandria), Ignazio Gladès Berzi zum Bischof des Koptisch-katholischen Bistums Luxor und Joseph-Maxime Sedfaoui zum Bischof der Koptisch-katholischen Diözese Minya.